# Restrepia chocoensis
Restrepia chocoensis Garay es una especie de orquídeas de la familia de las Orchidaceae.
El género es llamado así por el Departamento del Chocó, Colombia, donde se descubrió.

## Hábitat
Esta rara epífita sólo se ha encontrado en dos ocasiones en los bosques montanos, fríos y húmedos de la Cordillera Occidental de Colombia a altitudes de entre 1800 m y 2000 m s. n. m.

## Descripción
Esta pequeña especie de orquídeas carece de pseudobulbo.  La erecta hoja es gruesa, coriácea y elíptica-oval. Las raíces aéreas parecen pelos finos.

## Nombre común
- Español: Restrepia chocó.